# 歐陽靖 (台灣女演員)
歐陽靖（1983年9月7日—），英文名，女，台北市人，長跑愛好者及推廣者，職業作家、模特兒、演員 。母親譚艾珍為台灣資深演員。

## 生平
歐陽靖，英文名Gin Oy，出生於台灣台北市，母親譚艾珍為資深演員，父親歐陽傑，父母支持動物權利運動，家庭曾飼養照顧數百隻流浪犬。
歐陽靖以模特兒身分出道，導演侯孝賢《最好的時光》——片裡《青春夢》的陳靖（由舒淇飾演）是以歐陽靖為藍本改編。
歐陽靖2005年替《最好的時光：青春夢》設計造型入圍第42屆金馬獎最佳造型設計獎項。
青少年時期的歐陽靖，除了刺青、模型、電玩、寫作之外，也关注另類文化。曾任職夜店服務生、時尚雜誌編輯、相片沖印師。
歐陽靖也是長跑愛好者及推廣者。因為遭逢生命的重大轉折（曾罹患重度憂鬱症長達六年後痊癒）及父親的逝去，以完成全程馬拉松比賽使自己堅強。
2013年，歐陽靖出版作品《RUN！GIRLS RUN！》記錄曾參加過數場馬拉松比賽。
2015年，出版《旅跑日本》，以親身前往日本參與的馬拉松賽事為主題。
歐陽靖現職為職業作家、模特兒、講師。作品《吃人的街》、《我們都是末日的殘存者》、《RUN！GIRLS RUN！》、《旅跑日本》等書。
2020年3月14日，於臉書宣布已懷孕五個月，並與日本籍攝影師男友小菅亮輔完成登記結婚，9月攜家帶眷移居臺南市安平區。2022年12月12日，與小菅亮輔和平離婚。

## 演出作品

### 電影長片
| 年份   | 片名             | 飾演 | 導演   |
| 2005年 | 《愛麗絲的鏡子》 | 曉鏡 | 姚宏易 |
| 2014年 | 《逆轉勝》       |      | 孔玟燕 |
| 2015年 | 《菜鳥》         | 慧敏 | 鄭文堂 |

### 電影短片
| 年份   | 片名       | 飾演 | 導演   |
| 2006年 | 《無人島》 | 女兒 | 王盼雲 |
| 2012年 | 《撿影》   | 女兒 | 張亨如 |

### 電視電影
| 年份   | 頻道       | 劇名                    | 飾演 | 導演   |
| 2012年 | 公共電視   | 《人生劇展—公主與王子》 | 小鹿 | 朱家麟 |
| 2013年 | 客家電視台 | 《南風。六堆—樂土》     | 馮蜜 | 黃金鶯 |

### 長篇電視劇
| 年份   | 頻道   | 劇名 | 飾演 | 導演                           |
| 2012年 | 壹電視 | 小站 | 嬋娟 | 游智煒、高炳權、郭春暉、張佳賢 |

### 舞台劇
| 年份   | 劇團  | 片名                                | 飾演          | 導演   |
| 2010年 | V-DAY | 《陰道獨白》(The Vagina Monologues) | 獨白Spotlight | 郎祖筠 |

### 音樂錄影帶
| 年份   | 歌手   | 歌曲             |
| 2005年 | 蔡健雅 | 《雙棲動物》     |
| 2005年 | 蔡健雅 | 《假想敵》       |
| 2012年 | 嚴爵   | 《暫時的男朋友》 |
| 2016年 | 陳勢安 | 《好愛好散》     |

## 廣告代言
- 2012年，Nike Sportswear Taiwan（台灣）
- 2012年，Nike X Undercover - Gyakusou ss collection（日本）
- 2019年，克蘭詩 CLARINS Taiwan（台灣）

## 爭議
2023年7月，歐陽靖於社群上對憂鬱症進行評論，批評「不要浪費時間關心整天唉唉叫的人」，引起網友撻伐。認為歐陽靖自己也在哀哀叫，指責歐陽靖不理解憂鬱症。
歐陽靖呼籲大家「不要關心那種憤世嫉俗、充滿負能量又一天到晚哀哀叫的（那種請放生他，他不會有事）」。
不過，許多網友都不認同歐陽靖的二分法方式，批評：「我覺得這種事情真的無法以一概全」、「妳自己以前也很愛唉唉叫⋯⋯⋯」、「拜託不要自以為的誤導別人」、「為什麼要貶低每天哀哀叫的人去抬高情緒內斂的人呢？」、「可是我有朋友負能量極高一天到晚唉唉叫，她是真的憂鬱症才這樣啊！而且不只一個」。事隔一日，歐陽靖修改爭議字句並發文認錯。

## 出版作品

### 書籍
| 年份   | 書名                                                                  | 出版社            | ISBN               |
| ------ | --------------------------------------------------------------------- | ----------------- | ------------------ |
| 2009年 | 《吃人的街》                                                          | INK印刻文學出版社 | ISBN 9789866631665 |
| 2012年 | 《我們，都是末日殘存者》                                              | 大塊文化          | ISBN 9789862133552 |
| 2013年 | 《歐陽靖寫給女生的跑步書：連我都能跑了，妳一定也可以！》              | 大塊文化          | ISBN 9789862134764 |
| 2014年 | 《逐夢計畫─35個點夢成真的一句話》，〈拒絕放棄，運動白痴變馬拉松好手〉 | 正中書局          | ISBN 9789570919370 |
| 2015年 | 《旅跑．日本：歐陽靖寫給大家的跑步旅遊書》                            | 大塊文化          | ISBN 9789862136249 |
| 2019年 | 《歐陽靖 · 裏東京生存記》                                             | 大塊文化          | ISBN 9789862139851 |

## 路跑經歷
- 2015年，黃金海岸GOLD COAST AIRPORT MARATHON 42km
- 2015年，北海道千歲JAL國際馬拉松 42km
- 2015年，Wings For Life World Run日本琵琶湖
- 2015年，NIKE WOMEN'S HALF MARATHON 21km
- 2015年，長野馬拉松 42km
- 2015年，美國夏威夷Hapalua Half Marathon21km
- 2015年，日本鳥取馬拉松 42km
- 2015年，韓國濟州島和平馬拉松 21km
- 2015年，日本靜岡馬拉松 42km
- 2015年，日本沖繩馬拉松 10km
- 2014年，舊金山女子馬拉松 21km
- 2014年，Wings For Life World Run 台灣花蓮
- 2014年，美國關島國際馬拉松
- 2014年，東京馬拉松
- 2014年，渣打香港馬拉松21km
- 2013年，台北富邦國際馬拉松 42km，4小時50分完賽。
- 2013年，花蓮太魯閣馬拉松
- 2013年，名古屋女子馬拉松42km
- 2012年，舊金山女子馬拉松 21km
- 2012年，上海國際馬拉松21km
- 2012年，台北富邦國際馬拉松 21km

## 獎項紀錄
| 年份   | 獲提名                 | 獎項                       | 結果 |
| ------ | ---------------------- | -------------------------- | ---- |
| 2005年 | 《最好的時光：青春夢》 | 第42屆金馬獎最佳造型設計獎 | 提名 |

## 外部連結
- 歐陽靖的Facebook專頁
- 歐陽靖的新浪微博
- 歐陽靖的Instagram帳戶
- 歐陽靖官方 Blog （页面存档备份，存于）
- MOBILE01帳號（需登入帳號才能觀看） （页面存档备份，存于）
- 歐陽靖在时光网上的簡介（简体中文）
- 歐陽靖在互联网电影资料库（IMDb）上的資料（英文）